# 縄文時代
縄文時代（じょうもんじだい）は、日本列島における時代区分の一つである。世界史では旧石器時代の後の新石器時代（もしくは中石器時代）に相当する。日本列島へ移住していた現生人類の採集狩猟民が（縄文人の祖先）、完新世の温暖化を契機とし特徴ある縄文文化を始め、一万年以上ほぼ安定した生活様式を続けたと考えられている。
それ以前の旧石器時代（非定住型）に対し、引き続き狩猟採集社会だが、土器と弓矢の使用、磨製石器の発達、定住化の始まりと竪穴建物・掘立柱建物の普及、環状集落等の定住集落や貝塚の形成、植物栽培（半栽培）の始まりなどの特徴が挙げられる。また後期には稲作も始めたと考えられるが、特化はせず、後の弥生文化とは特徴は異なる。
始期に関しては一般的に1万6000±850年前と考えられている。終期については、定型的な水田稲作や金属器の使用を特徴とする弥生文化の始まりによって取って代わられたと大まかに考えられている。しかし地域差が大きく、年代について紀元前数世紀から紀元前10世紀頃までとする議論がある。また、東北北部から北海道では引き続き縄文時代の生活様式が継承し米作を行わなかった（続縄文時代）。
沖縄諸島では縄文時代に相当する期間は前期貝塚時代に区分される。狩猟・採取が生活が中心であったことや水田が見つかっていないことから、本土の縄文時代とは区別される。「縄文時代」の呼称が定着するまでは日本本土の石器時代と沖縄諸島の同時代を纏めて貝塚時代（もしくは石器時代）と呼称していたが、縄文時代の呼称が定着した後も沖縄のそれは貝塚時代の呼称が用いられ続け、例えば本土が弥生時代に入った後については後期貝塚時代の呼称が用いられている。

## 定義と時期
縄文文化は完新世の温暖化にともなう環境の変化に対応して日本列島の旧石器人が生み出した文化であり、その特徴としては、弓矢や土器の使用、磨製石器の発達などが挙げられる。また、各地域の生態系に根ざした採集経済に基礎を置く点で、後の弥生文化（稲作に特化し生態系の改変をともなう生産経済に基づく）と区別される。このような縄文文化の時代を縄文時代と呼ぶ。
縄文時代という時代区分は日本史に固有のものであり、世界史の枠組みにおいては新石器時代という区分が一般的に用いられる。他の地域の新石器時代との共通点としては、上記の磨製石器や土器の使用のほか、定住生活なども挙げられる。ただし、食糧生産経済の本格化には至らず狩猟採集経済が継続しており、この点において縄文時代は、他の地域とは異なる珍しい形態の新石器時代として位置づけられる。狩猟採集経済でありながら定住生活を営んでいたという点において類例として知られているのは、北アメリカ北西海岸の先住民のみである。このような特異な形態は、後述するように、豊かな自然環境を大いに活用することによって可能となったものである。細石刃の出現を指標とし、縄文時代の一部を中石器時代とする説もある。
縄文文化は元々、縄文土器を用いる文化として位置づけられたものであり、縄文時代の定義として縄文土器の使用を挙げる場合もある。後述するように、縄文土器（Cord Marked Pottery）の語はエドワード・S・モースの1877年（明治10年）の報告に見られるが、縄文時代という名称の時代区分が定着したのは第二次世界大戦後である。縄文土器の多様性は時代差や地域差を識別する基準として有効であり、時期区分についても草創期・早期・前期・中期・後期・晩期の6期に分ける土器型式上の区分が慣用化している。各時期の境界年代については炭素14年代法およびその年輪補正などに関連し諸説があるが、たとえば佐々木 (2020, p. 19) は、
- 草創期: 1万7000年前 - 1万1500年前
- 早期: 1万1500年前 - 7000年前
- 前期: 7000年前 - 5500年前
- 中期: 5500年前 - 4400年前
- 後期: 4400年前 - 3200年前
- 晩期: 3200年前 - 2400年前（東北・関東地方）[15]

としており、中期が縄文時代の中頃というわけではない。
縄文時代・文化の時間・空間的な範囲や定義・内容については、研究者によって複数の説が唱えられており、2015年現在においても議論が続けられている。時期区分や年代推定の研究史上の変遷や、上記以外の文化史的区分については後述する。

## 分布
縄文文化の定義は一様ではないため、縄文文化が地理的にどのような範囲に分布していたかを一義に決定することはできない。縄文土器の分布を目安とした場合、北は礼文島と千島列島、南は沖縄本島を限界とし、宮古島や八重山諸島には分布しない（八重山諸島は台湾島の土器と同系統のもの）。すなわち、現在の日本国の国境線とは微妙にズレた範囲が縄文土器の分布域である。また、縄文文化は日本列島のどの地域でも同質のものだったのではなく、多様な地域性を備えた文化群であったことが指摘されている。
縄文人が製作した土偶は、縄文時代の全期間を通して日本列島各地で満遍なく使われていたのではなく、時期と地域の両面で限定されたものであった。すなわち、縄文早期の更に前半期に関東地方の東部で集中的に使用された後、縄文中期に土偶の使用は一旦消滅している。その後、縄文後期の前半に東日本で再び土偶が使用されるようになる。一方、それまで土偶の使用が見られなかった九州においては、縄文後期になって九州北部および中部で土偶が登場している。こうした土偶の使用の地域性について藤尾 (2002) は、ブナ、ナラ、クリ、トチノキなどの落葉性堅果類を主食とした地域（つまりこれら落葉樹林に覆われていた地域）と、西日本を中心とした照葉樹林帯との生業形態の差異と関連づけて説明している。落葉性堅果類、すなわちクリやいわゆるドングリは秋の一時期に集中的に収穫され、比較的大きな集落による労働集約的な作業が必要となるため、土偶を用いた祭祀を行うことで社会集団を統合していたのではないかという考え方である。
(しかし出土している土偶の最古のものは縄文時代草創期の滋賀県の相谷熊原遺跡、三重県の粥見井尻遺跡など近畿地方であり、鹿児島県の上野原遺跡からも早期の土偶が出土している)

### 日本の９つの陸（？）
前述のように、縄文前期には日本列島内に以下の9つの文化圏が成立していたと考えられている。
石狩低地以東の北海道
エゾマツやトドマツといった針葉樹が優勢な地域。トチノキやクリが分布していない点も他地域との大きな違いである。トド、アザラシ、オットセイという寒流系の海獣が豊富であり、それらを捕獲する為の回転式離頭銛が発達した。
北海道西南部および東北北部
石狩低地以東と異なり、植生が落葉樹林帯である。ミズナラ、コナラ、クルミ、クリ、トチノキといった堅果類の採集が盛んに行われた。回転式離頭銛による海獣捕獲も行われたが、カモシカなどの陸上のほ乳類の狩猟も行った点に、石狩以東との違いがある。
東北南部
動物性の食料としては陸上のニホンジカ、イノシシ、海からはカツオ、マグロ、サメ、イルカを主に利用した。前2者とは異なり、この文化圏の沖合は暖流が優越する為、寒流系の海獣狩猟は行われなかった。
関東
照葉樹林帯の植物性食料と内湾性の漁労がこの文化圏の特徴で、特に貝塚については日本列島全体の貝塚のうちおよそ6割がこの文化圏のものである。陸上の動物性食料としてはシカとイノシシが中心。海からはハマグリ、アサリを採取した他、スズキやクロダイも多く食した。これらの海産物は内湾で捕獲されるものであり、土器を錘（おもり）とした網による漁業を行っていた。
北陸
シカ、イノシシ、ツキノワグマが主な狩猟対象であった。植生は落葉広葉樹（トチノキ、ナラ）で、豪雪地帯である為に家屋は大型化した。
東海・甲信
狩猟対象はシカとイノシシで、植生は落葉広葉樹であるが、ヤマノイモやユリの根なども食用とした。打製石斧の使用も特徴の一つである。
北陸・近畿・伊勢湾沿岸・中国・四国・豊前・豊後
狩猟対象はシカとイノシシで、植生は落葉広葉樹に照葉樹（シイ、カシ）も加わる。漁業面では切目石錘（石を加工して作った網用の錘）の使用が特徴であるが、これは関東の土器片による錘の技術が伝播して出現したと考えられている。
九州（豊前・豊後を除く）
狩猟対象はシカとイノシシ。植生は照葉樹林帯。最大の特徴は九州島と朝鮮半島の間に広がる多島海 を舞台とした外洋性の漁労活動で、西北九州（北松浦半島）型結合釣り針や石鋸が特徴的な漁具である。結合釣り針とは複数の部材を縛り合わせた大型の釣り針で、同じ発想のものは古代ポリネシアでも用いられていたが、この文化圏のそれは朝鮮半島東岸のオサンリ型結合釣り針と一部分布域が重なっている。
九州南部は縄文早期末に鬼界カルデラの大噴火があり、ほぼ全滅と考えられる壊滅的な被害を受けたが、近隣地域（九州北部や四国、沖縄）やミクロネシア、ポリネシアからの移住者により新たな集落が形成され、噴火から数百年～千年程度で縄文文化が再生された。
トカラ列島以南
植生は照葉樹林帯である。動物性タンパク質としてはウミガメやジュゴンを食用とする。珊瑚礁内での漁労も特徴であり、漁具としてはシャコガイやタカラガイなどの貝殻を網漁の錘に用いた。九州文化圏との交流もあった。
これら9つの文化圏の間の関係であるが、縄文文化という一つの文化圏内での差異というよりは、「発展の方向を同じくする別個の地域文化」と見るべきであるとの渡辺誠による指摘がある。つまり、これら全ての文化圏のいずれもが共通の、しかし細部が若干異なる文化要素のセットを保持していたのではなく、それぞれの文化圏が地域ごとの環境条件に適合した幾つかの文化要素を選択保持しており、ある文化圏には存在したが別の文化圏には存在しなかった文化要素も当然ながら見られるのである。
縄文後期に入ると、これら9つの文化圏のうち、「北海道西南部および東北北部」「東北南部」「関東」「北陸」「東海・甲信」の5つがまとまって単一の文化圏（照葉樹林文化論における「ナラ林文化」）を構成するようになり、また「北陸・伊勢湾沿岸・中国・四国・豊前・豊後」「九州（豊前・豊後を除く）」がまとまって単一の文化圏（照葉樹林文化論における照葉樹林文化）を構成するようになる。その結果、縄文後期・晩期には文化圏の数は4つに減少する。

## 変遷

### 旧石器から縄文へ
日本列島の旧石器時代の人々は後期更新世の末まで、大型哺乳動物（ヘラジカ、ハナイズミモリウシなどのバイソン属、オーロックス、ナウマンゾウ、ヤベオオツノシカなど。）や中・小型哺乳動物（ニホンジカ、イノシシ、アナグマ、ノウサギなど。）を狩猟対象としていた。大型哺乳動物は季節によって広範囲に移動を繰り返すので、それを追って旧石器時代人も移動しながらのキャンプ生活を主体とする遊動生活を繰り返してきた。移動生活の痕跡と見られるキル・サイトやブロック（遺物集中）、ブロックの大規模な集合体である環状ブロック群、礫群、炭の粒子の集中する遺構（炭化物集中、炉）などは日本列島内で1万ヶ所も発見されている。竪穴建物などの建築物の遺構を伴う旧石器時代の遺跡はほとんど発見されておらず、確実な検出例は大阪府藤井寺市のはさみ山遺跡や神奈川県相模原市の田名向原遺跡・小保戸遺跡など、10例程度しかないとされる。
最終氷期の約2万年前の最盛期が過ぎると地球規模で温暖化に向かった。最後の氷期である晩氷期と呼ばれる約1万3000年前から1万年前の気候は、数百年で寒冷期と温暖期が入れ替わるほどで、急激な厳しい環境変化が短期間のうちに起こった。
それまでは、針葉樹林が列島を覆っていたが、西南日本から太平洋沿岸伝いに落葉広葉樹林が増加し拡がっていき、北海道などを除いて列島の多くが落葉広葉樹林と照葉樹林で覆われた。コナラ亜属やブナ属、クリ属など堅果類が繁茂するようになった。北海道はツンドラが内陸中央部の山地まで後退し、亜寒帯針葉樹林が進出してきた。そして、日本海側と南部の渡島半島では、針葉樹と広葉樹の混合林が共存するようになる。また、温暖化による植生の変化や人類による狩猟などの圧力は、ケナガマンモスやトナカイ、あるいはナウマンゾウやヤベオオツノジカやハナイズミモリウシなどの大型哺乳動物の生息環境を悪化させ、約1万年前までには日本列島からこれらの大型哺乳動物がほぼ絶滅してしまった。

### 縄文時代草創期
旧石器時代から縄文時代への移行期である縄文時代草創期の特徴は以下のように指摘されている。
- 新しい道具が短期間に数多く出現した。
  - 例えば、石器群では、大型の磨製石斧、石槍、植刃、断面が三角形の錐、半月系の石器、有形尖頭器、矢柄研磨器、石鏃などが、この期に出現する。
- 使われなくなっていく石器群、新しく出現する石器群が目まぐるしく入れ替わった。
- 草創期前半の時期は、遺跡によって石器群の組み合わせが違う。
- 急激な気候の変化による植生や動物相、海岸線の移動などの環境の変化に対応した道具が次々に考案されていった。
- 狩猟・植物採取・植物栽培・漁労の3つの新たな生業体系をもとに生産力を飛躍的に発展させた。

北方ユーラシア大陸から齎された様々な要素が、日本列島に住む旧石器人に取り入れられ、地球温暖化による環境の変化への対応という形で新たな縄文文化が形成されたと考えられる。
旧石器時代人が主に遊動生活だったのに対し、縄文時代草創期には一時的に特定の場所で生活する半定住生活を送るようになっていた。縄文草創期の竪穴建物の可能性がある遺構として、横浜市都筑区の花見山遺跡の竪穴状遺構の例が知られる。また、群馬県みどり市笠懸町（旧新田郡笠懸町）西鹿田（さいしかだ）の西鹿田中島遺跡では、複数の貯蔵穴と見られる土坑のほか、2棟の竪穴建物が重複して検出されおり、遊動生活から定住生活への移行期を示す遺跡として評価されている。

### 縄文時代早期
縄文早期になると定住生活が出現する。鹿児島市にある加栗山遺跡（縄文時代早期初頭）では、16棟の竪穴建物跡、33基の煙道付炉穴、17基の集石などが検出されている。この遺跡は草創期の掃除山遺跡や前田遺跡の場合と違って、竪穴建物数の大幅な増加、建物の拡張、重複した建物跡、これらの建物跡やその他の遺構が中央広場を囲むように配置されている。
加栗山遺跡とほぼ同時期の鹿児島県霧島市にある上野原遺跡では46棟の竪穴建物をはじめ多数の遺構が検出されている。このうち13棟は、桜島起源の火山灰P-13に覆われていることから、同じ時に存在したものと推定できる。この13棟は半環状に配置されていることから、早期初頭には、既に相当な規模の定住集落を形成していたと推定される。
縄文早期前半には、関東地方に竪穴建物がもっとも顕著に普及する。現在まで、竪穴建物が検出された遺跡は65ヶ所、その数は300棟を超えている。そのうちで最も規模の大きな東京都府中市武蔵台遺跡では24棟の竪穴建物と多数の土坑が半環状に配置されて検出されている。
南関東や南九州の早期前半の遺跡では、植物質食料調理器具である石皿、磨石、敲石、加熱処理具の土器も大型化、出土個体数も増加する。定住生活には、植物質食料、特に堅果類が食料の中心に用いていたと想像されている。南関東の定住集落の形成には、植物採集活動だけでなく、漁労活動も重要な役割を果たしていたと考えられている。
一方、北に目を転じれば、北海道函館市中野B遺跡からは縄文早期中頃の500棟以上の竪穴建物跡、多数の竪穴建物跡、土壙墓、落とし穴、多数の土器、石皿、磨石、敲石、石錘が出土して、その数は40万点にも上っている。津軽海峡に面した台地上に立地するこの遺跡では、漁労活動が盛んに行われ、長期にわたる定住生活を営むことが出来たと考えられる。また、東海地方の早期の定住集落、静岡県富士宮市若宮遺跡は28棟の竪穴建物をはじめとする多数の遺構群とともに、土器と石器が1万8000点ほど出土している。この遺跡が他の早期の遺跡と大いに違う点は、狩猟で使用する石鏃2168点も出土したことである。富士山麓にあるこの遺跡では、小谷が多く形成され、舌状台地が連続する地形こそ、哺乳動物の生息に適した場であった。つまり、若宮遺跡では、環境に恵まれ、獲物にも恵まれて定住生活を営む上での条件が揃っていたと推定される。
移動生活から定住的な生活への変化は、もう一つの大きな変化をもたらした。その変化はプラント・オパール分析の結果から判明した。一時的に居住する半定住的な生活の仕方では、周辺地域の開拓までに至らなかったが、定住的な生活をするようになった縄文時代人は居住する周辺の照葉樹林や落葉樹林を切り開いたことにより、そこにクリやクルミなどの二次林（二次植生）の環境を提供することとなった。定住化によって、縄文人は、集落の周辺に林床植物と呼ばれる、いわゆる下草にも影響を与えた。ワラビ、ゼンマイ、フキ、クズ、ヤマイモ、ノビルなどの縄文人の主要で安定した食料資源となった有用植物が繁茂しやすい二次林的な環境、つまり雑木林という新しい環境を創造したことになる。縄文時代の建築材や燃料材はクリが大半であることは遺跡出土の遺物から分かっている。2013年、福井県鳥浜貝塚から世界最古級（約1万1000 - 1万5000年前）の調理土器が発見された。これにより、サケなどの魚を調理していた可能性が判明した。

### 気候の変化と縄文文化の発展
縄文時代は1万年という長い期間にわたり、大規模な気候変動も経験している。また日本列島は南北に極めて長く、地形も変化に富んでおり、現在と同じように縄文時代においても気候や植生の地域差は大きかった。結果として、縄文時代の文化形式は歴史的にも地域的にも一様ではなく、多様な形式を持つものとなった。
約2万年前に最終氷期が終わってから6000年前頃までは、地球の気温は徐々に温暖化していった時期である。この間に日本列島は100m以上もの海面上昇を経験している。縄文土器編年区分においてはこれは縄文草創期から縄文前期に相当する（1万3000年前-6000年前）。また、約6000年前には海面が現在より4m - 5m高く縄文海進と呼ばれており、海岸部の遺跡の分布を考える上で参考になる。
縄文草創期当時の日本列島の植生は冷涼で乾燥した草原が中心であったが、落葉樹の森林も一部で出現していた。また地学的に見ても、北海道と樺太は繋がっており、津軽海峡は冬には結氷して北海道と現在の本州が繋がっていた。瀬戸内海はまだ存在しておらず、本州、四国、九州、種子島、屋久島、対馬は一つの大きな島となっていた。この大きな島と朝鮮半島の間は幅15キロメートル程度の水路であった。その後、温暖化により海面が上昇した結果、先に述べた対馬・朝鮮半島間の水路の幅が広がって対馬海峡となり、対馬暖流が日本海に流れ込むこととなった。これにより日本列島の日本海側に豪雪地帯が出現し、その豊富な雪解け水によって日本海側にはブナなどの森林が形成されるようになった。
縄文早期には定住集落が登場した他、本格的な漁業の開始、関東における外洋航行の開始など新たな文化要素が付け加わった。最も古い定住集落が発見されているのが九州南部の上野原遺跡や金峰町の遺跡で、およそ1万1000年前に季節的な定住が始まり、1万年ほど前に通年の定住も開始されたと推測されている。定住が開始された理由としては、それまで縄文人集団が定住を避けていた理由、すなわち食料の確保や廃棄物問題、死生観上の要請などが定住によっても解決出来るようになったためではないかと見られる。植生面から見ると、縄文早期前半は照葉樹林帯は九州や四国の沿岸部および関東以西の太平洋沿岸部に限られており、それ以外の地域では落葉樹が優勢であった。
縄文前期から中期にかけては最も典型的な縄文文化が栄えた時期であり、現在は三内丸山遺跡と呼ばれる場所に起居した縄文人たちが保持していたのも、主にこの時期の文化形式である。この時期には日本列島に大きく分けて9つの文化圏が成立していたと考えられている（後述）。海水面は縄文前期の中頃には現在より3mほど高くなり、気候も現在よりなお温暖であった。この時期のいわゆる縄文海進によって沿岸部には好漁場が増え、海産物の入手も容易になったと林謙作は指摘している。植生面では関ヶ原より西は概ね照葉樹林帯となった。
縄文後期に入ると気温は再び寒冷化に向かい、弥生海退と呼ばれる海水面の低下がおきる。関東では従来の貝類の好漁場であった干潟が一気に縮小し、貝塚も消えていくこととなった。一方、西日本や東北では新たに低湿地が増加したため、低湿地に適した文化形式が発達していった。中部や関東では主に取れる堅果類がクリからトチノキに急激に変化した。その他にも、青森県の亀ヶ岡石器時代遺跡では花粉の分析により、トチノキからソバへと栽培の中心が変化したことが明らかになっている。その結果、食料生産も低下し、縄文人の人口も停滞あるいは減少に転じる。文化圏は9つから4つに集約され、この4つの文化圏の枠組みは弥生時代にも引き継がれ、「東日本」・「九州を除く西日本」・「九州」・「沖縄」という現代に至る日本文化の地域的枠組みの基層をなしている。

## 文化や経済
先述の通り1万年ほど前の縄文海進により日本は大陸と切り離され日本列島が形成された。温暖な気候になることは植物の生育を促し、海面の上昇によって多くの入江が形成された。これにより、日本列島では植物資源と海産資源が豊富に利用できるようになった。この豊富な資源は文化の急速な発展を齎した。
縄文時代には、各地域ごとの生態系や季節の移り変わりごとに、採集・狩猟・漁撈を組み合わせた多様な生業がおこなわれていた。縄文時代の遺跡から検出される食物資源としては、哺乳類60種以上・貝類350種以上・魚類70種以上・鳥類35種以上・植物55種以上が知られている。
稲作に特化し生態系の改変を伴う弥生時代とは異なり、下記の畑作・稲作は上記のような生業の選択肢の一つとして取り入れられたものであり、各種の食料資源を補完するものであったと考えられる。縄文時代は採集を中心とした文化の時代としては、豊かな自然環境を大いに活用したことを要因とし比較的安定した時代ではあったものの、断続的に壊滅的な衰退も経験した地域も多く、採取経済の限界も表れていた。

### 植物資源

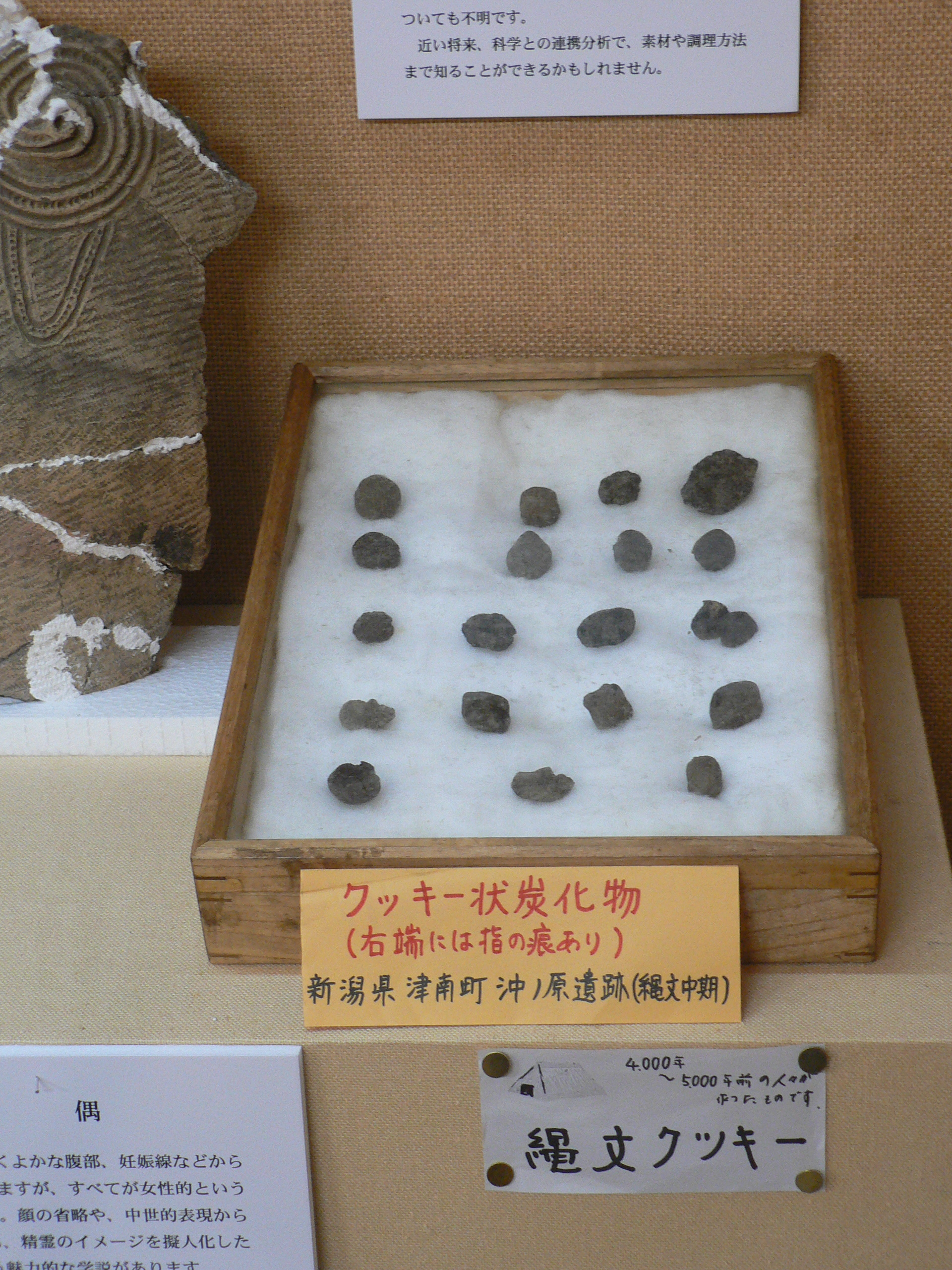
中期の炭化物（沖ノ原遺跡）

北海道から九州にかけての縄文時代の遺跡からは、コメ・オオムギなどの穀物や畑跡が確認されており、穀物の原始的な栽培や堅果類の半栽培が行われていたことはほぼ確実である。早期から中期に原始的な畑作が伝わった際には、南回りと北回りの異なるルートがあったと考えられている。
以下に能城 & 佐々木 (2014, pp. 41–42) による下宅部遺跡（東京都）に類する東日本の集落における森林・植物資源の管理・利用の描写を要約する。
集落の周辺には食料源であるクリや漆液を齎すウルシの林があり、その外側には二次林・一次林があった。それらの林においては木材のほか、落ち葉・落ち枝・蔓・種実・地下茎・シダ・ササなども採取・利用された。集落周辺や二次林の中の開けた場所では、マメの類やアサが栽培された。川沿いの一次林では、トチノキやクルミを採取し、水域の施設では種実や木・繊維製品を水に浸けて加工した。近隣で手に入らない食料・素材を遠方の一次林から調達することもあった。
クリ林の人為的な形成は、前・中期の集落周辺で確認されている。東日本においては、クリ材が選択的に利用されており、このことからもクリ林が継続的に管理・利用されていたことが窺える。下宅部遺跡などにおいては後期以降、構造物に占めるクリの割合が低下するが、これは耐用年数が短くても構わない小型の構造物においては間に合わせの木材も組み合わせて使うなど、構造物の目的に応じて樹種を使い分けていたためと考えられる。クリが選択的に用いられていた理由は、打製石斧での伐採に適していたことなどによると考えられる。クリと同様アク抜きを必要としないオニグルミに加え、中期以降にはアク抜きを必要とするコナラやトチノキの種実も利用されるようになる。とくに後・晩期には、ヤチダモ・ハンノキ主体の低地林が形成にともない、水辺近くに集落が形成され、水場にアク抜きなどを行う加工施設を構築するようになった（水場遺構）。ウルシは早期前後に中国大陸より移入され、縄文時代をつうじて資源管理が行われ、漆液を採取し漆器の製作に利用したほか、木材としても利用していたと考えられる。西日本における種実などの利用については2014年現在断片的にしか判明していないが、クリ・ウルシの代わりにイチイガシを中心に据えた森林の管理・利用が行われていた可能性が高い。
アサは草創期から出土例があり、最も早いものとしては、鳥浜貝塚における縄類が挙げられ、縄文前期には果実を煮沸していたことが示されている。中国原産のシソ・エゴマは、早期から晩期にかけて継続的に確認されており、特にエゴマについては栽培されていた可能性が高い。エゴマは非食用油としても用いられるが、長沢宏昌は食用として利用されていたと推測している。日本にも自生していたササゲ属アズキ亜属やツルマメ（ダイズ）といったマメ類は、中期中葉以降に栽培されていた可能性が高く、後期には大型化したマメが東北から九州にかけて拡散している。その他、ヒョウタン・ゴボウ・シロザ・アブラナ・キリ・ウリ。などの外来植物も確認されており栽培されていたと考えられる。
イネ・オオムギ・コムギといったイネ科植物については、晩期終末までに伝来していたことはほぼ確実であり、後期に畑作物の一つとして伝来していた可能性もある。後述するように、稲作は中期以前に遡るとする見解もあるが評価は分かれており、伝来期の古代米が水稲・陸稲・水陸未分化稲のいずれであったか、農法・立地が焼畑・常畑・水田・湿地のいずれであったかについても、議論の決着はついていない。イネは単独で栽培されていたわけでなく、オオムギ、ヒエ、キビ、アワ、ソバなどの雑穀類の栽培やアズキ・ダイズなども混作されており、畑作・稲作と並行して堅果類も弥生時代に至るまで継続して利用されていた。
北部九州の後・晩期遺跡の遺物では、焼畑農耕が行われていた可能性が高いと考えられている。福岡県下の後・晩期遺跡の花粉分析、熊本市の遺跡でイネ、オオムギ、大分県遺跡でイネなどが検出されており、東日本からも同じく後・晩期の10個所を超える遺跡からソバの花粉が検出されている。これらも焼畑農耕による栽培であると推定されている。

### その他

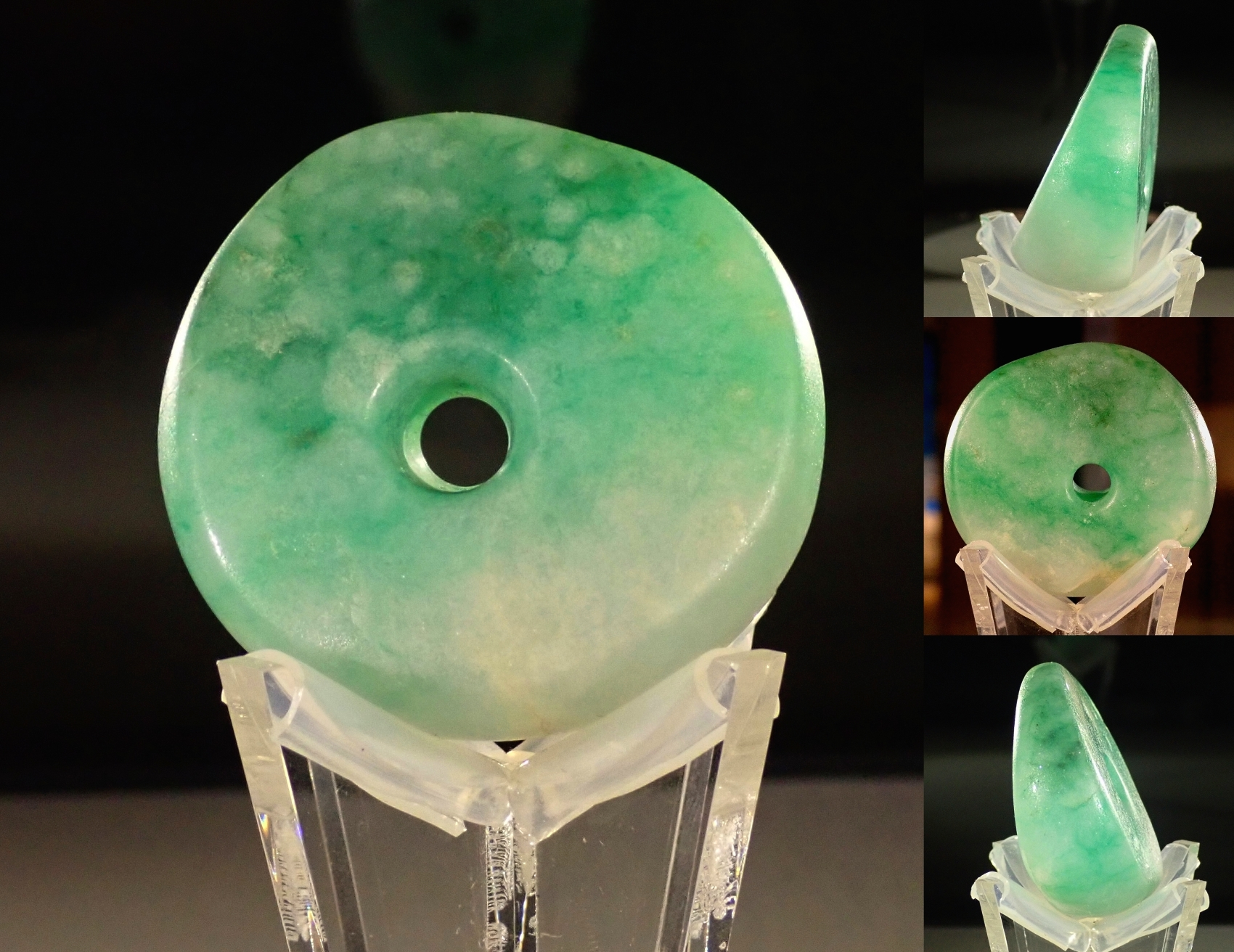
中期の翡翠（三内丸山遺跡）

狩猟
前述したように縄文時代には弓矢の使用が始まっており、蜆塚貝塚・田柄貝塚（宮城県）といった縄文後期から晩期にかけての遺跡からは、石鏃の刺さったシカやイノシシの骨が出土している。落とし穴は旧石器時代から用いられていたが、縄文時代にはより盛んに用いられた。その他、佐賀貝塚（対馬）からは縄文後期とされる鹿笛が、里浜貝塚の縄文晩期の層からは雉笛が、中山遺跡（秋田県）からはワラダの可能性のある縄文晩期の樹皮製品が出土している。遺跡から検出される陸上動物としては、シカおよびイノシシがそれぞれ40パーセント近くを占める。
家畜
イヌ（縄文犬）の出土例は縄文時代の前期から晩期にかけて増加していく。散乱状態で出土する例も多いが、人間と同じ墓域において埋葬状態で出土する例も多く、縄文時代を通じてイヌを家族として扱い、人ともに埋葬する習慣があったことがうかがえる。また、イノシシについては土偶や埋葬例が見つかっており、舟にイノシシを乗せて伊豆大島や八丈島に移住したことも示されている。ブタについても縄文時代に少数移入されていた可能性がある。ウマについては、以前縄文時代に移入されたと考えられていた矮小馬の骨は中世の混入品である可能性が高いことがAMS法により明らかになった。一方、家畜としてのネコ（イエネコ）は縄文時代の日本列島にはまだ伝来していなかった。
貯蔵・調理
草創期にはフラスコ状の貯蔵穴が掘られており、晩期には湧水地にアク抜き施設を兼ねた貯蔵穴が設けられた例も見られる。魚類や貝類についてもなんらかの保存技術が用いられていたことが想定される。草創期に出現した縄文土器は、メソアメリカやメソポタミアの土器が主に貯蔵・運搬に用いられたのと異なり煮炊きを用途としており、煮沸やアク抜きにより他地域よりも多様な動植物の摂取を可能とした。
住居・集落
縄文時代以前の旧石器時代には、人々は開けた台地上の縁辺部に居住していた事例が多いが（開地遺跡）、縄文時代早期には、岩陰や洞窟に居住した事例が増加する。前期には台地上に竪穴建物が造られるようになり、当初3棟程度であった集落は、中期には十数棟規模にまで増えた。また中期以降、平地にも建物がみられるようになり、掘立柱建物も造られるようになる。17メートル×8メートルといった大型の建物を1、2棟含む集落も多い。中部地方・関東地方では前期から後期にかけて、広場を中心に墓群・掘立柱建物群・竪穴建物群が環状ないし馬蹄形状に展開する環状集落が発達する。また集落には、通年居住する母村と季節の狩猟などでの一時滞在用のキャンプとがあった。
装飾品
遅くとも縄文中期（紀元前5000年）ごろには翡翠製勾玉が作られていたことが判明しており、特に長者ケ原遺跡からはヒスイ製勾玉とともに翡翠の工房が発見されている。
交通
水運については、後期旧石器時代ごろから沿岸や島沿いの渡海が行われていたことが推定されている。縄文前期の丸木舟は鰹節型のものが多く、大型の舟は長さ7メートル・幅0.7メートルほどで、帆を立てる装置や櫂を固定する装置はない。河川における使用が推定される例が多いが、海における使用も推定しうる例もある。翡翠は列島規模で流通しており、石器石材も200 - 300キロメートルの範囲で持ち運ばれていた。黒曜石の流通域は、朝鮮半島・サハリンにまで及んだ。

## 研究史・学説

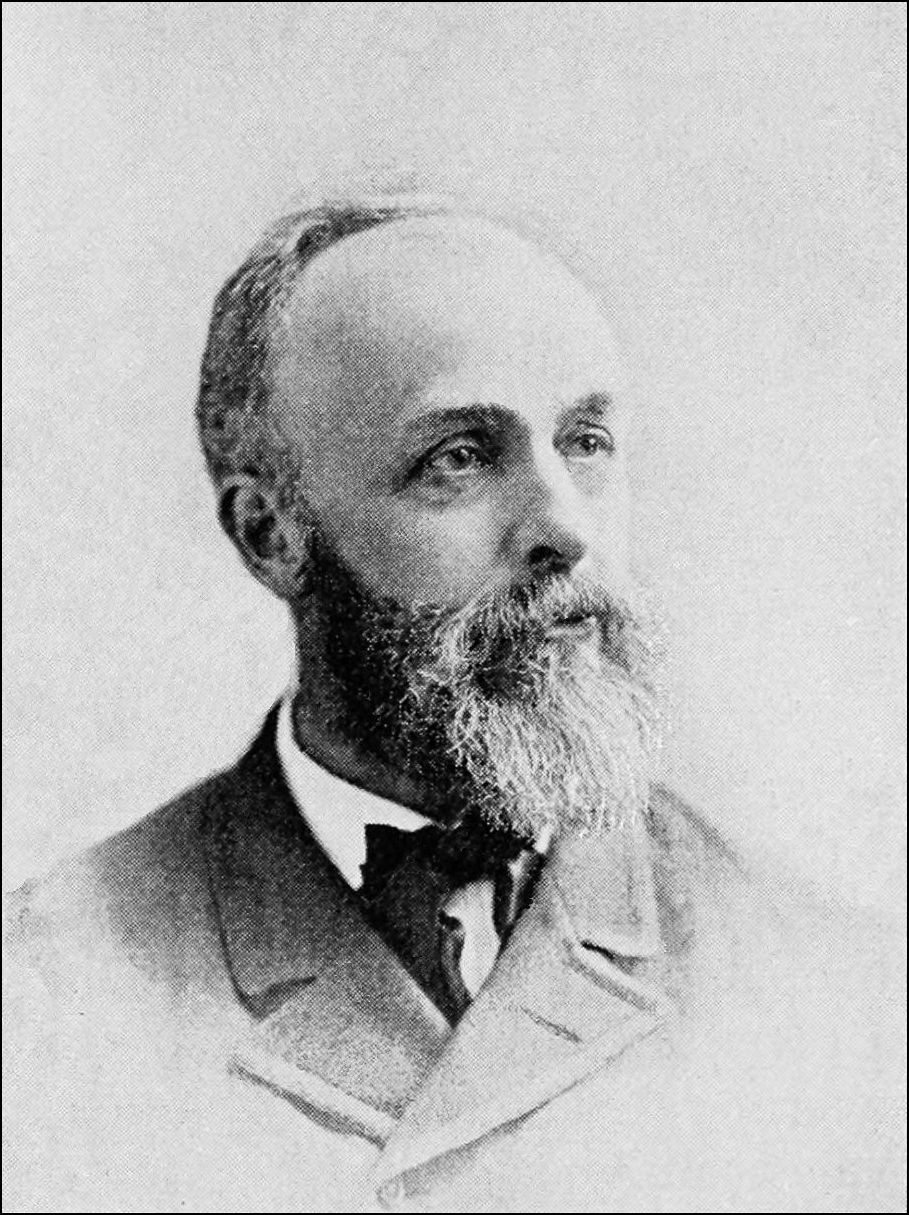
E.S.モース

### 「縄文時代」の定着まで
欧米から日本に考古学がもたらされたのは明治時代のことであり、1877年（明治10年）に来日したエドワード・S・モースをはじめとするお雇い外国人によって研究が始められた。この時点ではまだ縄文時代という時代区分は用いられておらず、石器時代という枠組みのもと、そのころの日本列島に住んでいたのはアイヌであったという説（ハインリヒ・フォン・シーボルト）、そのアイヌの前に住んでいた人々がいたというプレ・アイヌ説（モース）、北海道においてはアイヌの前にコロポックルが居住していたという説（ジョン・ミルン）などが唱えられた。1880年代末ごろになると、ヨーロッパ留学からの帰国者らがお雇い外国人と入れ替わり、坪井正五郎らによるコロポックル論争に発展し、石器時代人＝アイヌ説も小金井良精を中心に引き継がれた。その後、長谷部言人による形質人類学的研究や清野謙次による統計学的研究などを受け、1920年代中ごろまでには、旧石器人は現代日本人の直接の先祖であるとの見解が主流となった。しかし、1930年代には長谷部や清野も記紀に基づいた建国神話について時局迎合的となるなど、こういった見解はあまり顧みられなかった。神話との整合性がとれなくなることから、神武天皇紀元は2600年ではなく約2000年であるとする説も現れた。
戦後に編纂された歴史教科書では日本列島の先史時代に弥生文化と縄文文化の二つの文化の存在を示していたが、登呂遺跡や岩宿遺跡の発掘など考古学上の大きな事件が続いたことも影響し、1959年から60年にかけて日本考古学協会から刊行された『世界考古学大系』1巻および2巻において、学界における「縄文時代」「弥生時代」の区分が確立された。縄文時代は、縄文土器が使用された時代を示す呼称であったが、次第に生活内容を加えた特徴の説明が為されるようになり、磨製石器を造る技術、土器の使用、農耕狩猟採集経済、定住化した社会ととらえられるようになった。

#### 名称と表記
縄文の語は、モースが『大森介墟古物編（Shell Mounds of Omori）』において大森貝塚から出土した土器をCord Marked Potteryと命名したことに由来する。この語は当初1879年（明治12年）に矢田部良吉によって索紋土器と訳されたが、その後1886年（明治19年）に白井光太郎が用いた縄紋土器の語が東京人類学会において広く用いられるようになった。縄文の表記は神田孝平が1888年（明治21年）に用いており、これが縄紋から縄文へと表記の主流が転換する契機となったとの認識が通説となっているが、里見 (2015, p. 218) はこの時点においては誤植にすぎなかったと推察している。
縄文の表記の使用は1920年代から1940年ごろにかけて拡大するが、それ以降も長谷部言人や山内清男は縄紋の表記のほうが適切であると主張しており、21世紀初頭現在においても縄紋の表記を用いる研究者はいる。佐原真によると、師である山内が縄紋の表記を用いたのは研究史的な経緯を尊重してのことであり、自身が同表記を用いるのは、模様には糸偏をつけることにすれば甲骨文などの文字と区別がつくという分かりやすさを考慮してのことだと述べている。『日本考古学事典』（三省堂、2003年）の「縄文土器」の項（小林達雄）は、紋章や指紋を文章や指文とは書かないように、文様は文字ではないから紋様と書くべきであり、土器の文様も縄文ではなく縄紋とすべきとする主張により縄紋の表記が用いられているとしている。

### 「縄文時代」の定着後
2000年ごろにはAMS法が導入されるなど放射性炭素年代測定の精度が上がったことにより、縄文時代の開始年代や時期区分の見直しについて、再び活発に議論がかわされるようになり、環境史と人間活動・土器型式の対応関係や遺跡内の遺構の変遷などもより詳細に把握できるようになった。

#### 時期区分
前述のとおり、縄文時代の時期区分は土器形式上の6期区分が慣例化している。これは研究当初の前・中・後の3期区分に、資料の増加や研究の進展によって早期、晩期が加わり、最後に草創期が加えられたものである。そうした土器研究上の経緯を反映した時期区分であるため、中期が縄文時代の中頃というわけでもなく、生業や文化内容から見た時代区分としても再考の余地があるものの、慣用化した時期区分として定着しているのである。また上述のようにAMS法での測定により、2000年ごろには従来より推定年代が遡ることになった。その他、文化形式の側面から見ていくつかの時期に分類する方法も存在している。文化史的区分については、下記のように研究者によっていくつかの方法があり、現在のところ学界に定説が確立されているわけではない。
岡村道雄の区分
考古学者の岡村は、定住化の程度で時期区分すると草創期から早期半ば頃までは、住居とゴミ捨て場が設置されるが、住居を持たなかったり、季節によって移動生活を送るなどの半定住段階であると想定している。この段階は縄文時代の約半分の時間に相当する。次いで早期末から 前期初頭には、定住が確立し集落の周りに貝塚が形成され、大規模な捨て場が形成される。中期後半には、東日本では地域色が顕著になるとともに、大規模な集落が出現して遺跡数もピークに達する。一方西日本では遺跡数が少なく定住生活が前期には既に後退している可能性すらある。後期になると東北から中部山岳地帯の遺跡は、少数で小規模になり分散する。関東は大規模貝塚を営み、西日本も徐々に定住生活が復活する。後期後半には近畿から九州まで定住集落が散見されるようになる。この傾向は晩期前半まで続き、後半はさらに定住化が進み、瀬戸内地方から九州北部は水田稲作農耕を導入後、弥生時代早期へと移ってゆく。
佐々木高明による区分
文化人類学者の佐々木は縄文土器編年区分のうち草創期を旧石器時代から新石器時代への移行期として縄文I期、土器編年の縄文早期を縄文文化が完成に向かう時期として縄文II期、土器編年の縄文前期から晩期までを完成した縄文文化が保持された時期として縄文III期に分類した。
泉拓良による区分
泉も佐々木による区分に近く、縄文草創期を「模索期」、縄文早期を「実験期」、縄文前期から晩期までを「安定期」としている。

#### 植物栽培
縄文農耕論は、明治時代以来の長い研究史があり、農耕存否の論争は現在も続いている。1980年代には低湿地遺跡の発掘調査が進み、従前の種実に加え材木も含めた森林・植物資源の管理・利用の研究が進んだ。またその後、土器に残された種実・害虫の圧痕や網組製品の研究なども進めら、2000年ごろからは上述のように高精度の放射性炭素年代測定も利用できるようになった。
前述のとおり、稲作の開始時期や当時の農法などについては諸説ある。2000年代ごろに進められたイネのプラント・オパールの分析の結果、日本列島での稲作は縄文中期から早期にまで遡るとの報告もされているが、土壌中のプラント・オパールはコンタミネーションの可能性が排除できないことなどから、証拠として採用しない研究者もいる。石の本遺跡（熊本県）で発見されたものなど、イネの圧痕がついたとされる縄文後期の土器は複数あるが、イネとの同定に疑問を示す見解が出されている。南溝手（みなみみぞて）遺跡（岡山県）で岡山県古代吉備文化財センターが発掘した土器6点の中の4点からはイネのプラント・オパールが見出され、うち2点は縄文時代後期中頃、およそ3500年前（炭素14年代）に属しているともされるが、土器の年代比定に疑問が示されており、那須 (2014, p. 98) は報告に付された写真が不鮮明であることからプラント・オパールの同定についても疑問視している。プラント・オパールの研究から、縄文時代後期から晩期にかけては熱帯ジャポニカの焼畑稲作が行われていたとする説もあり、列島へは、まず熱帯ジャポニカが南西諸島を通って列島に伝播したともされる。水田遺構としては、菜畑遺跡（晩期）のものや。晩期の突帯文土器を伴う津島江道遺跡（岡山県）のものが最古とされる。そのほか板付遺跡では、弥生I層（弥生前期）より下の縄文晩期末の土層から大区画の水田跡と木製農機具・石包丁などが出土している。

## 縄文時代の主なできごと
| 時期区分                       | 主なできごと | 主なできごと |
| ------------------------------ | --- | ------------ |
| 草創期 約1万3000年前 - 1万年前 | |              |
| 気候 環境                      | この草創期の初め頃は日本列島が大陸から離れる直前であったと推測されている。晩氷期の気候は、短期間に寒・暖がおこり、厳しい環境変化であった。温暖化が進行し、氷河が溶けて海水面が上昇し、海が陸地に進入してきた。「海進」という。 |              |
| 生活 住居                      | 環境の変化に伴い貝類や魚類が新しい食糧資源になった。狩猟の獲物は、ゾウや野牛の大型哺乳動物からシカやイノシシの中・小哺乳動物に変わっていった。竪穴建物址からサケの顎骨発見。小型の骨製U字型釣針。 |              |
| 石器                           | 局部磨製石斧が作られる。槍・弓矢の製作・使用。 |              |
| 土器                           | 豆粒文土器・隆起線文系土器・爪形文系土器・押縄文系土器（多縄文系土器）。女性像を線刻した小礫が作られる。 |              |
| 遺跡                           | 泉福寺洞窟・福井洞窟・上黒岩岩陰遺跡・花見山遺跡など。 |              |
| 早期 約1万年前 - 6000年前      | |              |
| 気候 環境                      | 日本列島が完全に大陸から離れて島国となっていた。そして、初めの頃は、現在よりも気温2度ほど低く、海水面も30メートルほど低かった。その後、海水面の高さが戻る。鬼界カルデラの巨大噴火で西日本一帯に火山灰が積もる。 |              |
| 生活 住居                      | 数基の竪穴建物で一集落を構成する。組み合わせ式釣り針。ドングリやクルミなどの堅果類を植林栽培する初歩的農法が確立し、食糧資源となっていた。狩猟では、大型の哺乳動物に変わって、シカやイノシシなどの中・小型哺乳動物が中心となった。狩猟道具として弓矢が急速に普及した。                                                                             |              |
| 石器                           | 網用の土錘・石錘。ヤス、銛。堅果植物を叩いたり、砕いたり、すり潰したりするための石皿や磨製の石なども使用されていた。 |              |
| 土器                           | 圧煮炊き用の土器の出現が旧石器時代の生活を変えた。縄文・撚糸文の尖底土器が作られた。夏島貝塚から撚糸文系土器、貝殻沈線文系土器、貝殻条痕文系土器という早期から終末までの土器が層位的に出土した。小型の土偶が作られる。 |              |
| 遺跡                           | 貝塚は、この時期の前半には、海が進入して出来た海岸地域に作られていた。貝の種別はヤマトシジミが主体。狩猟とともに漁労が活発化した。最古級の神奈川県横須賀市夏島貝塚、千葉県香取郡神崎町西之城貝塚。押型文土器期に属する愛知県知多郡南知多町先苅（まずかり）貝塚は海面下13メートルの深さから発見された。人口2万100人。縄文犬を人と一緒に埋葬。屈葬。 |              |
| 前期 約6000年前 - 5000年前     | |              |
| 気候 環境                      | 気候温暖で海面・気温上昇（縄文海進、海水面4 - 5メートル高くなる）のため、現在の内陸部に貝塚が作られる。亜熱帯性の常緑広葉樹林、乾季に適応した落葉広葉樹林からなる植物帯の形成。 |              |
| 生活 住居                      | 竪穴建物が広場（墓地）を囲む環状集落が造られる。湖沼の発達により丸木船が作られる。漁労活動開始。耳飾り・勾玉・管玉などの装身具が作られる。 |              |
| 石器                           | 木器・土器・櫛・黒曜石などに漆を塗ることが始まる。環状列石が作られる。 |              |
| 土器                           | この期を境に土器の数量は一気に増加し、形や機能も多様化し、平底土器が一般化する。土器は羽状縄文を施した繊維土器が盛んに作られる（→関山式、黒浜式）。 |              |
| 遺跡                           | 立石列（りつせきれつ）環状石籬。貝塚。人口10万5500人。 |              |
| 中期 約5000年前 - 4000年前     | |              |
| 気候 環境                      | 気温低下始める。海岸線ほぼ現在に近くなる。 |              |
| 生活 住居                      | 集落の規模が大きくなる。植林農法の種類もドングリより食べやすいクリに変わり大規模化する。抜歯の風習が始まる。 |              |
| 石器                           | 石棒などの呪物が盛んに作られる。 |              |
| 土器                           | 土偶などの呪物が盛んに作られる。立体的文様のある大型土器が流行する。 |              |
| 遺跡                           | 大型貝塚形成。石柱祭壇。人口26万1300人。 |              |
| 後期 約4000年前 - 3000年前     | |              |
| 気候 環境                      | |              |
| 生活 住居                      | 大型貝塚。内陸地域にも貝塚が出来ていた。製塩専業集団、塩媒介集団、塩消費集団。伸展葬。交易目的の漁労民発生。 |              |
| 石器                           | |              |
| 土器                           | 村の一角に土器塚が出来る。土器を使った製塩の痕。 |              |
| 遺跡                           | ウッドサークル（巨大木柱遺跡）。大湯環状列石（ストーンサークル）、東北地方に集中。敷石住居址。人口16万300人。 |              |
| 晩期 約3000年前 - 2300年前     | |              |
| 気候 環境                      | 気温2度前後低下。海面も低下。漁労活動に壊滅的な打撃。 |              |
| 生活 住居                      | 漁労の網。東北の太平洋側に銛漁開花。頭部外科手術が行われた可能性。北九州・近畿で縄文水田。 |              |
| 石器                           | 石剣・石刀。 |              |
| 土器                           | 山の寺式土器・柏崎式土器（夜臼式土器）。 |              |
| 遺跡                           | 貝塚。人口7万5800人。 |              |